# General Sutter
General Sutter ist ein Schweizer Filmdrama aus dem Jahr 1999 unter der Regie von Benny Fasnacht, mit Werner Bachofen, Hannes Schmidhauser und Rahman Dalrymple in den Hauptrollen. Der Film basiert auf dem Leben von Johann August Sutter, einer deutsch-schweizerischen Persönlichkeit, die am Kalifornischen Goldrausch in den Jahren vor dem Amerikanischen Bürgerkrieg teilnahm. Der Film kam am 23. April 2000 in die Schweizer Kinos.

## Handlung
Ein Jahr nach Bürgerkriegsende malt Frank Buchser ein Porträt des aus der Schweiz stammenden „General Sutter“. Während Sutter Modell sitzt, erzählt er dem Maler seine Lebensgeschichte. Weil sein Tuch- und Garngeschäft schlecht lief, wanderte Sutter im Mai 1834 in die Vereinigten Staaten aus und ließ sich im späteren San Francisco nieder. Im Landesinnern errichtete er die Siedlung Neu-Helvetien. Als sein Zimmermann 1848 beim Bau einer Sägemühle Gold fand, löste dies Goldrausch aus und zerstörte Sutters Siedlung. Sutter zog nach Lititz (Pennsylvania) und versuchte erfolglos von der amerikanischen Regierung eine angemessene Entschädigung zu erstreiten.

## Festivals
Der Film wurde beim 52. Festival internazionale del film in Locarno im Jahr 1999 uraufgeführt und bei den Solothurner Filmtagen im Jahr 2000 gezeigt.